# North Ayrshire
North Ayrshire (skót gaelül: Siorrachd Inbhir Àir a Tuath; IPA: [ˈʃirˠəxk aːɾʲ ə t̪ʰuə])) Skócia 32 tanácsi kerületének (council area) egyike. Központja Irvine, a hatóság székhelye az itt található Cunninghame House.
A kerületet 1996-ban hozták létre a korábbi Cunninghame helyén, amely pontosan ugyanezt a területet fedte le. Területének a fő szigetre eső része történelmileg a nagyobb Ayr megye része volt. Hozzá tartozik Arran, Great Cumbrae és Little Cumbrae szigete is a Firth of Clyde öbölben, melyek korábban Bute megye részét képezték.
Északon Inverclyde, északkeleten Renfrewshire, keleten East Ayrshire, délen pedig South Ayrshire határolja.

## Fordítás
- Ez a szócikk részben vagy egészben a North Ayrshire című angol Wikipédia-szócikk ezen változatának fordításán alapul.  Az eredeti cikk szerkesztőit annak laptörténete sorolja fel. Ez a jelzés csupán a megfogalmazás eredetét és a szerzői jogokat jelzi, nem szolgál a cikkben szereplő információk forrásmegjelöléseként.